# Barrage de Pothundi
Le barrage de Pothundi (Pothundi Dam) est un barrage d'irrigation du sud-ouest de l'Inde, situé près du village de Pothundi, dans le district de Palakkad du Kerala. Construit au XIXe siècle, il est l'un des plus anciens barrages du pays. Il irrigue environ 5 470 hectares (54,7 km2) et fournit de l'eau potable aux panchayats de Neamara, Aylur et Melarcode (en).
Le cœur de ce barrage en remblai est particulier. Il est construit à partir d'un mélange de jaggery et d'oxyde de calcium.